# 音楽ゴリラ
音楽ゴリラ（おんがくゴリラ） は2018年4月3日より文化放送で放送されているラジオ番組である。

## 概要
ゴリラがパーソナリティを務める以外はごくありふれた王道系音楽番組。毎回ゲストを呼び、トークしていく。

## 放送時間
- 水曜（火曜深夜） 2:15 - 2:30

## ゲスト
| 2018年                                                                 | 2018年                                   |
| 放送回数                                                               | ゲスト                                   |
| ---------------------------------------------------------------------- | ---------------------------------------- |
| 第1回（2018年4月3日<2日深夜>）、第2回（2018年4月11日<10日深夜>）       | ロザリーナ                               |
| 第3回（2018年4月18日<17日深夜>）、第4回（2018年4月25日<24日深夜>）     | まねきケチャ（松下玲緒菜、深瀬美桜）     |
| 第5回（2018年5月2日<1日深夜>）、第6回（2018年5月9日<8日深夜>）         | アンジュルム（上國料萌衣、笠原桃奈）     |
| 第7回（2018年5月16日<15日深夜>）、第8回（2018年5月23日<22日深夜>）     | BOYS AND MEN                             |
| 第9回（2018年5月30日<29日深夜>）、第10回（2018年6月6日<5日深夜>）      | 植田圭輔                                 |
| 第11回（2018年6月13日<12日深夜>）、第12回（2018年6月20日<19日深夜>）   | BiSH                                     |
| 第13回（2018年6月27日<26日深夜>）、第14回（2018年7月4日<3日深夜>）     | 橋爪もも                                 |
| 第15回（2018年7月11日<10日深夜>）、第16回（2018年7月18日<17日深夜>）   | ONIGAWARA                                |
| 第17回（2018年7月25日<24日深夜>）、第18回（2018年8月1日<7月31日深夜>） | こぶしファクトリー（広瀬彩海、浜浦彩乃） |
| 第19回（2018年8月8日<7日深夜>）、第20回（2018年8月15日<14日深夜>）     | HighシーンGo!!Go!!                       |
| 第21回（2018年8月22日<21日深夜>）、第22回（2018年8月29日<28日深夜>）   | 大原ゆい子                               |